# سنة جديدة سعيدة (فلم هندي)
سنة جديدة سعيدة (بالإنجليزية: Happy New Year) يختصر أحيانا HNY هو فيلم هندي صدر عام 2014 يجمع بين الكوميديا والإثارة، من إخراج فرح خان وإنتاج جوري خان تحت راية شركة ريد تشيليز انترتينمنت. ومن بطولة ديبيكا بادوكون، شاه روخ خان، أبهيشيك باتشان، بومان إيراني، سونو سود، فيفان شاه وجاكي شروف. وتم توزيع الفيلم في جميع أنحاء العالم من قبل ياش راج فيلم، ويمثل الفيلم تتمة التعاون بين الخان بحيث تم التعاون سابقا في أفلام كمين هون نا سنة (2004)، وأوم شانتي أوم سنة (2007)، وهذا الأخير شهد ظهور ديبيكا وشاه روخ معا في دور البطولة.
ويعتبر هذا الفيلم واحدة من أكثر الأفلام تكلفة في تاريخ بوليوود الذي صدر يوم عيد ديوالي في 24 أكتوبر 2014 في الهند بثلاث لغات مختلفة: الهندية والتاميلية والتيلجو. وصدر يوم عيد الميلاد الكريسماس في 31 ديسمبر 2014 في فرنسا و20 يناير 2015 في المملكة المتحدة بثلاث لغات مختلفة: الانجليزية والفرنسية والعربية. الفيلم تلقى ردود فعل متباينة من النقاد، ولكنه حقق نجاحا تجاريا الأعلى ربحا.

## الحبكة
تشاندراموهان "تشارلي" مانوهار شارما هو ملاكم شوارع صغير قضى ثماني سنوات في التخطيط للانتقام من تشاران غروفر، الذي كان مسؤولاً عن إدانة والد تشارلي مانوهار وسجنه باعتباره لصًا. علم تشارلي أن بعض الماس المملوك لغروفر سيتم نقله في عشية عيد الميلاد إلى أكثر الخزنات أمانًا في العالم، شاليمار في دبي. اكتشف أن شاليمار تقع تحت فندق أتلانتس. في الليلة التي وصلت فيها الماسات، خطط تشارلي لسرقة الماس وإيقاع غروفر في التهمة. قام بتجميع فريق يضم رجل قوي ضعيف السمع وخبير متفجرات جاغموهان "جاغ" براكاش، وصانع الخزائن تيهامتون "تامي" إيراني، وابن شقيق جاغ والمخترق الرئيسي روهان سينغ، وناندو بهايد، الذي يشبه ابن غروفر فيكي. كما يشعر جاغ وتامي بالاستياء من غروفر، حيث كان كلاهما قريبًا من مانوهار وعمل معه لبناء شاليمار. يكشف تشارلي لناندو أنه قبل 8 سنوات، كان غروفر، الذي كان في ذلك الوقت تاجرًا للماس الأفريقي، قد استأجر مانوهار لبناء أكثر الخزنات أمانًا في العالم لحفظ بعض الماس فيها. لاحقًا، عندما اكتمل المشروع، قام غروفر بتخدير مانوهار وسرق الماس الخاص به، مما أدى إلى توريط مانوهار في السرقة وتم إرساله إلى السجن لمدة 12 عامًا.
بينما تستعد المجموعة للهروب بالقارب بالماس، يخبرهم روهان أن موهيني رفضت الانضمام إليهم، وتخطط بدلاً من ذلك للرقص في النهائيات لصالح الهند. تتشاجر المجموعة حول ما إذا كانت ستنضم إليها أم لا. عندما يتم العثور على الماس مفقودًا ويفشل فريق الهند في الظهور على المسرح، يتهمهم غروفر بأنهم اللصوص؛ ومع ذلك، تنضم المجموعة بأكملها إلى موهيني، مما يقنع شركاء غروفر والشرطة بأنه سرق الماس الخاص به، والذي تم التعاقد عليه لبيعه بعد بطولة العالم للماس. يفوز فريق الهند بالبطولة. بينما يواجهون غروفر وفيكي وهما مقيدان بالأصفاد، يكشف تشارلي عن نفسه لغروفر على أنه ابن مانوهار ويعطيه نفس شفرة الحلاقة التي استخدمها مانوهار للانتحار في السجن.
تنتهي القصة بنجاح الفريق بأكمله، ويتقدم تشارلي بطلب الزواج من موهيني. وخلال العرض، يستضيفون مسابقة رقص غير رسمية.

## طاقم العمل
- شاه روخ خان بدور تشاندراموهان "تشارلي" مانوهار شارما
- ديبيكا بادوكون بدور موهيني
- أبهيشيك باتشان بدور ناندو بيدي
- سونو سود بدور جاغ
- فيفان شاه بدور روهان
- بومان إيراني بدور تامي
- أنوبام خير بدور والد مانوهار
- جاكي شروف بدور تشاران غروفر

## الموسيقى التصويرية
تم تأليف موسيقى سنة جديدة سعيدة بواسطة الثنائي فيشال-شيخار بينما تم كتابة كلمات الأغاني بواسطة إيرشاد كاميل. تم إطلاق الموسيقى التصويرية الكاملة في 15 سبتمبر 2014. قبل ذلك، تم إصدار مقاطع فيديو ترويجية لأغاني "إنديا والي" في 21 سبتمبر و"مانوا لاغي" في 25 سبتمبر على التوالي. بعد إطلاق الألبوم، تم أيضًا إصدار مقاطع فيديو ترويجية للأغاني "لوفلي" و"نونسينس كي نايت" و"ساتاكلي". تظهر أغنية "إنديا والي" في جاست دانس ناو وجاست دانس 2015 (كمحتوى قابل للتنزيل) وهي جزء من خدمة جاست دانس أنلمتد.
| #   | عنوان                      | المدة |
| --- | -------------------------- | ----- |
| 1.  | "India Waale"              | 3:58  |
| 2.  | "Manwa Laage"              | 4:31  |
| 3.  | "Satakli"                  | 3:43  |
| 4.  | "Lovely"                   | 3:41  |
| 5.  | "World Dance Medley"       | 5:23  |
| 6.  | "Nonsense Ki Night"        | 3:03  |
| 7.  | "Dance Like A Chammiya"    | 3:32  |
| 8.  | "Sharabi"                  | 4:21  |
| 9.  | "Indiawaale (Electronic)"  | 4:26  |
| 10. | "The Heist (Instrumental)" | 1:57  |